# Kalininsky (huyện của Tver)
Huyện Kalininsky (tiếng Nga: Калининский райо́н) là một huyện hành chính tự quản (raion), của Tỉnh Tver, Nga. Huyện có diện tích 4164 kilômét vuông, dân số thời điểm ngày 1 tháng 1 năm 2000 là 52600 người. Trung tâm của huyện đóng ở Tver'.